# Barra lateral (informática)

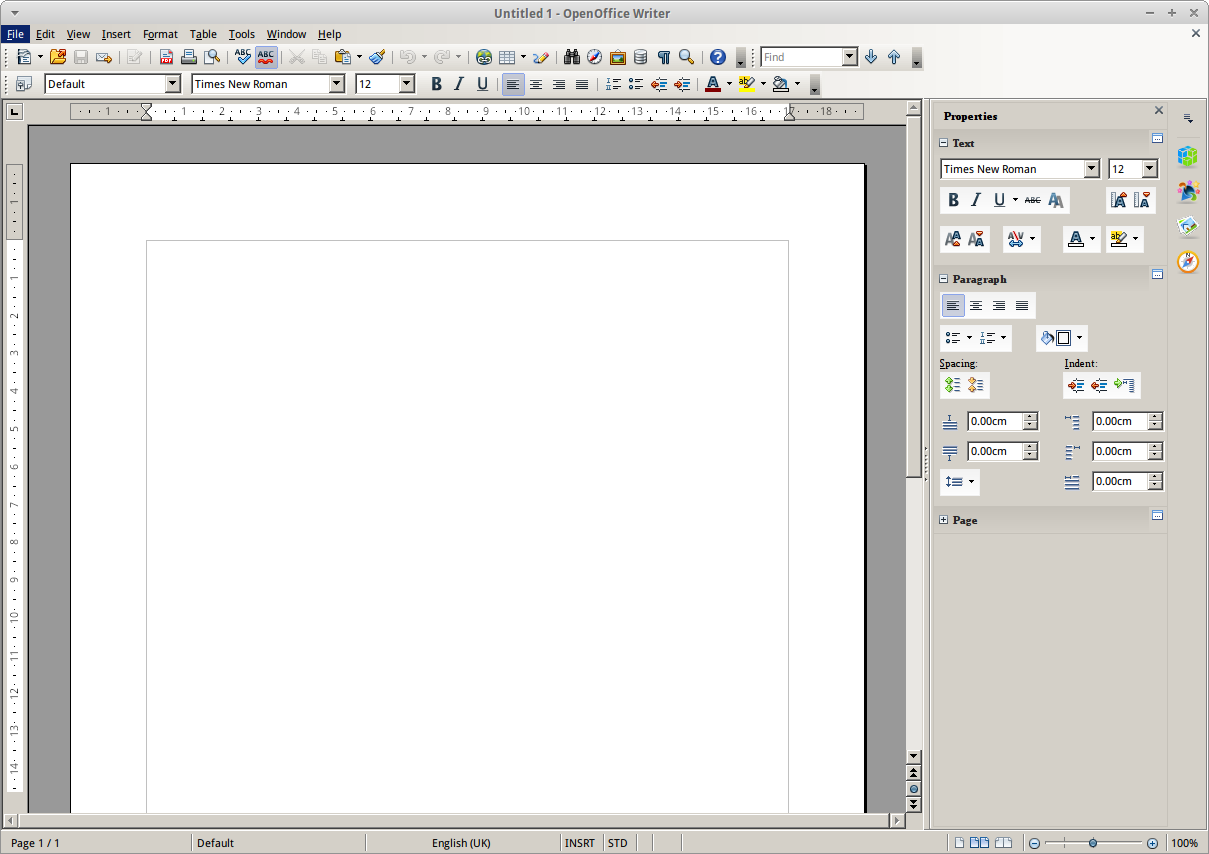
Panel o barra lateral de Apache OpenOffice 4.0 Writer (Windows version bajo Wine).

Una barra lateral o panel lateral es un elemento de las interfaces gráficas de usuario que muestra diversas formas de información al costado de una aplicación de escritorio o de una interfaz de usuario de escritorio.
Algunos ejemplos de este tipo de software son:
- Windows Sidebar, de Microsoft disponible en Windows Vista, también para Windows XP (únicamente se lo encuentra en algunas páginas).
- Desktop Sidebar, un clon.
- Sidebar, incluido en Google Desktop.
- Thoosje Vista Sidebar es un clon de la Sidebar de Microsoft, herramienta que funciona con Windows XP pero que no es recomendable por su vulnerabilidad.
- KlipFolio

## Otros términos y las variaciones
Sidebar también puede ser colocado en la parte inferior de una ventana de aplicación, como en Adobe Photoshop.

### Mac OS X
- Shiira
- Adium
- ICal
- ILife